# Кадьян, Иван Александрович
Иван Александрович Кадьян (18 апреля 1914, село Ковали, Лохвицкий уезд, Полтавская губерния, Российская империя — 4 июня 1989, Горловка, Донецкая область, Украинская ССР) — заведующий отделением больницы № 2 в Горловке, Донецкая область, Украинская ССР. Герой Социалистического Труда (1969).

## Биография
Родился в 1914 году в селе Ковали Лохвицкого уезда (сегодня — Лубенский район). С 1933 года обучался на лечебном факультете 1-го Харьковского государственного медицинского института, который окончил в 1938 года. С августа 1938 года служил в Красной Армии оператором, командиром операционно-перевязочного взвода 92-го медсанбата 105-й стрелковой дивизии на Дальневосточном фронте. В августе 1945 года воевал в против Квантунской армии на 1-м Дальневосточном фронте. В течение двух недель боевых действий совершил около 110 успешных хирургических операций, не допустив ни одного смертельного результата, за что был награждён Орденом Красной Звезды. Затем служил старшим ординатором одного из дальневосточных эвакуационных госпиталей. В ноябре 1945 года демобилизовался и возвратился на Украину. Подполковник медицинской службы.
С 1946 года проживал в Горловке, где трудился хирургом, с 1947 года — главным врачом больницы № 2. В 1951—1952 годах — заместитель главного врача, главный врача больницы № 1. Организовал в больнице урологическое на 40 мест и первое в Горловке онкологическое отделения (с 1959 года — онкологический диспансер). С 1959 по 1966 года трудился в онкологическом диспансере. С 1966 года — заведующий хирургическим отделением городской больницы № 2. За высокие показатели в лечебно-диагностической работе дважды награждался медалями. С 1953 года член КПСС.
Указом Президиума Верховного Совета СССР от 4 февраля 1969 года удостоен звания Героя Социалистического Труда за «большие заслуги в области охраны здоровья советского народа» с вручением ордена Ленина и золотой медали «Серп и Молот» (№ 12243).
С лета 1969 года — персональный пенсионер союзного значения. Продолжал трудиться заведующим отделением. С 1975 года проработал в течение десяти лет врачом-хирургом. Был наставником молодых врачей.
Участвовал в общественной жизни. Неоднократно избирался депутатом Горловского городского и районного Советов депутатов трудящихся. В 1971 году избирался делегатом XXIV съезда Компартии Украины.
В мае 1985 года вышел на заслуженный отдых. Проживал в Горловке. Умер в июне 1989 года.
Награды
- Герой Социалистического Труда
- Орден Ленина
- Орден Красной Звезды (02.09.1945)
- Орден Отечественной войны 2 степени (11.03.1985)
- Медаль «За трудовую доблесть» (02.12.1966)
- Медаль «За трудовое отличие» (16.10.1954)
- Отличник здравоохранения
- Почётный гражданин Горловки.